# Salmon Creek
Salmon Creek är en ort i Clark County, Washington, USA.